# Lille Napoleon
Lille Napoleon är en svensk komedifilm från 1943 i regi av Gustaf Edgren. Filmen premiärvisades i maj 1943 och har även visats i SVT, senast i april 2020.

## Handling
Lars Larsson arbetar som oansenlig kontorist på en trävarufirma. Han är gift med Lisa sedan ett år tillbaka. När Lasse en dag försover sig till jobbet, glömmer han också att posta ett viktigt brev med ett miljonanbud vad gäller firman, vilket blir starten på en rad missförstånd.

## Om filmen
Lille Napoleon bygger på en pjäs med samma namn av Paul Sarauw. Den spelades in på Filmstaden i Råsunda från december 1942 till februari 1943 och innehåller nästan inga utomhusscener. Filmen hade premiär på biograf Spegeln i Stockholm den 31 maj 1943.

## Rollista
- Åke Söderblom – Lars Napoleon Larsson
- Annalisa Ericson – Lisa Larsson
- Erik "Bullen" Berglund – direktör Klint
- Marianne Löfgren – Barbro Klint
- Georg Funkquist – Filip Lundkvist, kamrer
- Gull Natorp – moster Anna
- Barbro Flodquist – fröken Mårtensson, sekreterare
- Thor Modéen – fanjunkare
- John Botvid – Strömberg, skräddare
- Axel Högel – Blomkvist
- Carl Deurell – konsul Salander
- Torsten Hillberg – Mellberg
- Kaj Hjelm – springpojke
- Margit Andelius – fröken Jönsson (ej krediterad)
- Anna-Stina Wåglund – fröken Palm (ej krediterad)
- Anna-Lisa Baude – dam på fest (ej krediterad)